# Heart-Shaped Glasses (When the Heart Guides the Hand)
«Heart-Shaped Glasses (When the Heart Guides the Hand)» (с англ. — «Очки в форме сердечек (Когда сердце ведёт руку)») — первый сингл из альбома Eat Me, Drink Me группы Marilyn Manson, релиз которого состоялся 5 июня 2007 года. Изначально первым синглом альбома должен был стать «Putting Holes in Happiness», но это решение было изменено подобно тому, как это случилось с выходом сингла «Get Your Gunn». Цифровой сингл для iTunes появился на свет 24 апреля, в тот же день он был добавлен на личную страничку Мэрилина Мэнсона в Myspace. 25 мая CD-версия сингла появилась в Германии, 28 — в Великобритании. 9 апреля 2007 года на сайте Радио Франции стал доступным предварительный просмотр клипа на песню продолжительностью в 31 секунду. Двумя днями позже сингл на этом радио впервые поставили полностью. Трек просочился в интернет и был загружен на YouTube в виде клипов, которые были отозваны Universal Music Group.
27 апреля 2007 года 34-секундный фрагмент клипа «Heart-Shaped Glasses (When the Heart Guides the Hand)», в котором главные роли сыграли Мэрилин Мэнсон и актриса Эван Рейчел Вуд, вышел на Youtube. Позже клип появляется на официальном сайте группы. 22 мая выходит эксклюзивный сингл, который распространялся с помощью Hot Topic, на котором уже присутствовал один из би-сайдов, ранее не представленных публике. Днём позже, 23 мая, Мэрилин Мэнсон и Тим Шёльд исполнили акустическую версию песни в прямом эфире британского радио Radio 1.

## История песни
«Песня была написана очень просто, — сказал Мэнсон в интервью Radio One 17 апреля 2007 года, — я читал книгу „Лолита“, что было навеяно моей нынешней девушкой Эван Рейчел Вуд, которая гораздо младше меня, но у неё хватило сарказма подчеркнуть это, и однажды она пришла ко мне в очках-сердечках, точно таких же, как на афише фильма Кубрика „Лолита“, и я сказал ей то, что вошло в припев песни». В интервью журналу Rock Mag в мае 2007 года артист охарактеризовал Heart-Shaped Glasses как поп-песню с жизнерадостным текстом.

## Чарты
| Год  | Чарт                                | Позиция |
| ---- | ----------------------------------- | ------- |
| 2007 | Modern Rock Tracks (США)            | 24      |
| 2007 | Mainstream Rock Tracks (США)        | 31      |
| 2007 | Hot Dance Club Play (США)           | 34      |
| 2007 | Rock Singles Chart (Великобритания) | 1       |
| 2007 | UK Singles Chart (Великобритания)   | 19      |
| 2007 | UK Physical Chart (Великобритания)  | 3       |
| 2007 | Italian Singles Chart (Италия)      | 29      |
| 2007 | Irish Singles Chart (Ирландия)      | 46      |
| 2007 | Sweden Singles Chart (Швеция)       | 23      |
| 2007 | Germany Singles Chart               | 49      |
| 2007 | Danish Singles Chart (Дания)        | 13      |
| 2007 | Austrian Singles Chart (Австрия)    | 41      |
| 2007 | European Hot 100                    | 50      |

## Список композиций

### CD-сингл
1. «Heart-Shaped Glasses (When the Heart Guides the Hand)» — 5:07
2. «Putting Holes in Happiness» (Acoustic Version) — 4:10
3. «Heart-Shaped Glasses (When the Heart Guides the Hand)» (Penetrate the Canvas Remix) — 4:50
4. «Heart-Shaped Glasses (When the Heart Guides the Hand)» (видео) — 7:26

### CD-сингл (Великобритания)
1. «Heart-Shaped Glasses (When the Heart Guides the Hand)» — 5:08
2. «Putting Holes in Happiness» (Acoustic Version) — 4:10

### Сингл на дисках7"иCD-Extra
1. «Heart-Shaped Glasses (When the Heart Guides the Hand)» — 5:08
2. «Heart-Shaped Glasses (When the Heart Guides the Hand)» (Penetrate the Canvas Remix) — 4:48

- Версия на CD-Extra использует сервис DigitalInsert с помощью ресурса для предоставления дополнительного контента, который включает скринсейвер, рингтон к синглу, edit-версия клипа, а также два MP3-файла старых песен Мэнсона «The Dope Show» и «Disposable Teens».

### Промосингл
1. «Heart-Shaped Glasses (When the Heart Guides the Hand)» (Radio Edit) — 3:32
2. «Heart-Shaped Glasses (When the Heart Guides the Hand)» (Album Version) — 5:06

### Эксклюзивный CD-сингл для «Hot Topic»
1. «Heart-Shaped Glasses (When the Heart Guides the Hand)» — 5:06
2. «You And Me And The Devil Makes 3» — 4:24

## Официальные ремиксы
1. «Heart-Shaped Glasses (When the Heart Guides the Hand)» (Hamel Remix)
2. «Heart-Shaped Glasses (When the Heart Guides the Hand)» (Inhuman Remix by Jade E Puget)
3. «Heart-Shaped Glasses (When the Heart Guides the Hand)» (Penetrate the Canvas Remix)
4. «Heart-Shaped Glasses (When the Heart Guides the Hand)» (Space Cowboy Remix)